# ツェリェ
ツェリェ（Celje, ドイツ語: Cilli, ラテン語: Celeia）は、スロベニア東部の市である。スロベニアの中で3番目に大きい都市であり、11の特別市のうちの1つである。サヴィニャ (Savinja) 河畔にある。

## 歴史
ツェリェ地域に初めて定住地ができたのはハルシュタット文明時代である。ケルト時代の定住地はケレア（Kelea）として知られ、一帯ではケルト人が硬貨をつくっていた。
ローマ帝国に併合されると、46年に特権を授けられ、キウィタス・ケレイア（Civitas Celeia）として知られ、その後のクラウディウス帝時代にムニキピウムであるクラウディア・ケレイア（Claudia Celeia）となった。書かれた記録には町は裕福で人口が密集していたと推測され、城壁と塔、複合階の大理石邸宅、広い広場、通りで難攻不落であった。トロイア・セクンダ（Troia Secunda、第二のトロイ）または小さなトロイと呼ばれた。ケレイアを通るローマ街道はアクイレイアへ向かい（Sln. Oglej）、パンノニアへ伸びていた。ケレイアはローマ植民地の中で最も繁栄する市の一つであり、おびただしい数の建物、帝国全体で有名であったマルス神殿を所有していた。ケレイアは320年頃、コンスタンティヌス1世の時代にアクイレイアに併合された。ツェリェには今も旧ローマ時代の館の跡が残っている。
5世紀から6世紀の民族大移動時代に市はスラヴ人に略奪された。しかし中世初期に再建された。中世のツェリェの最初の記録は、1122年から1137年の間に書かれたアドモントの年代記で、ツィリエ（Cylie）の名であった。

1341年から1456年にかけ、町にはツェリェ伯の本拠地が置かれていた。14世紀初頭には市場特権都市となり、1451年4月11日、ツェリェ伯フリードリヒ2世より特権を授けられた。

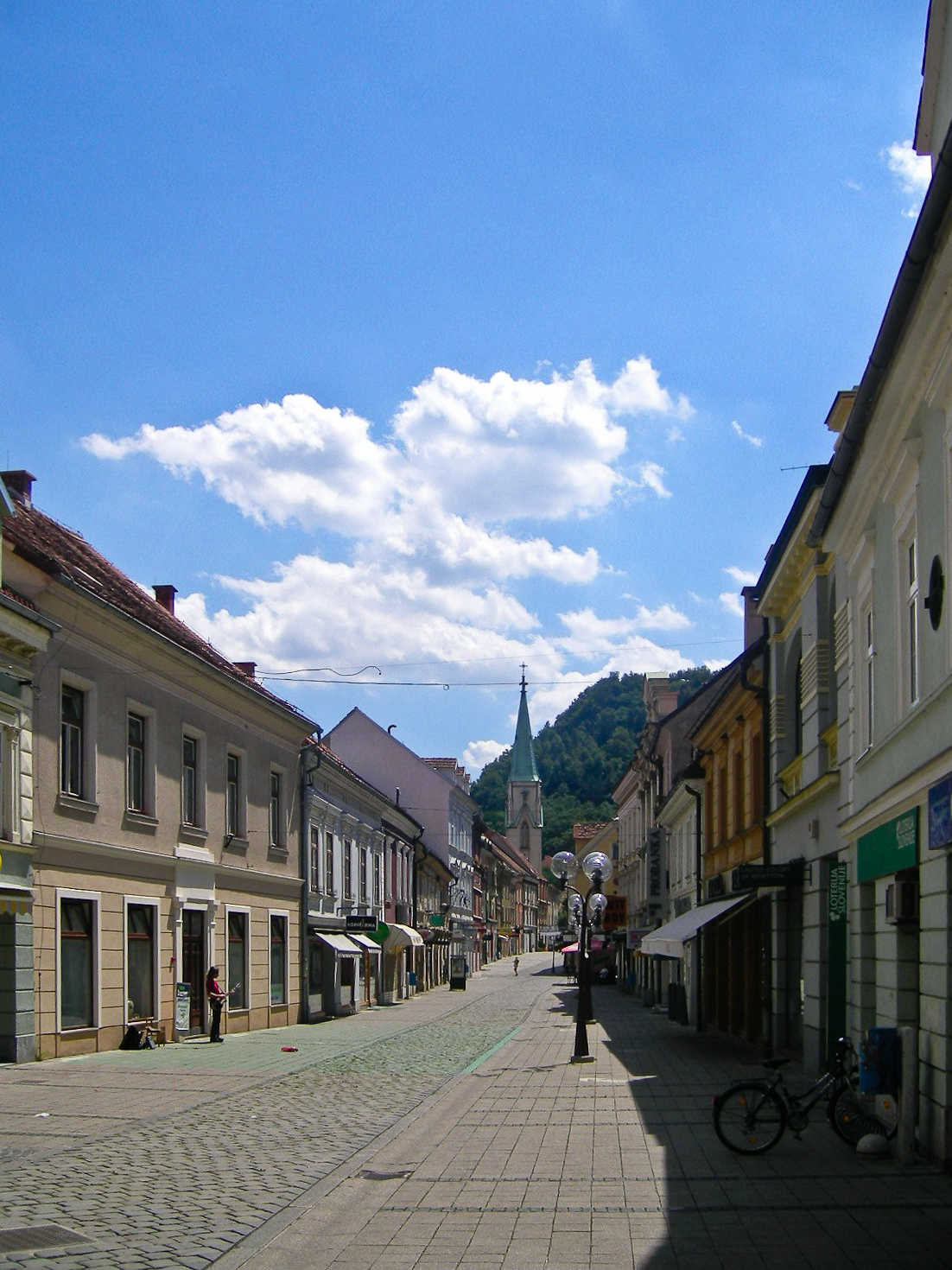
ゴスポスカ通り。背景には大聖堂

1456年にツェリェ伯家が断絶すると、ツェリェ伯領はオーストリアのハプスブルク家に継承され、シュタイアーマルク公国が治めるようになった。市役所と防衛用堀は1473年に建てられた。多くの地元貴族たちは宗教改革の頃プロテスタントに改宗した。しかしツェリェ地方は対抗改革時代に再びカトリックへ改宗した。ナポレオン戦争中、ツェリェはオーストリア帝国の一部となった。1867年、普墺戦争でオーストリアが敗退すると、町はオーストリア＝ハンガリー帝国の一部となった。
ウィーン＝トリエステ間のオーストリア南部鉄道の最初の列車が、1846年4月27日にツェリェへやってきた。1895年、1808年創立のツェリェ高等学校で、スロベニア語が教えられた。
19世紀終盤と1900年代初頭、ツェリェは反スロベニアのドイツ愛国主義の強力な中心地であった。1910年の調査では、人口の66.8%がドイツ人であった。この愛国運動の象徴はドイツ文化センター(ドイツ語: Deutsches Haus)で、1906年に建設され1907年5月15日に開館した。これは現在のツェリェ・ホール（スロベニア語: Celjski dom）である。数世紀に渡る古いドイツ名ツィリ（Cilli）でさえ、もはやドイツ人の耳でも多くの人に好まれたツェレ（Celle）の形で十分に発音されていた。ブリタニカ百科事典第11版でドイツ語名ツィリで町が載っており、1900年の人口6,743人、1924年調査では7,750人の人口があった。国立ホール（Narodni Dom）は今日の町区が置かれており、1896年に建てられた。市初の電話は1902年にひかれ、1913年に市に電気が通った。

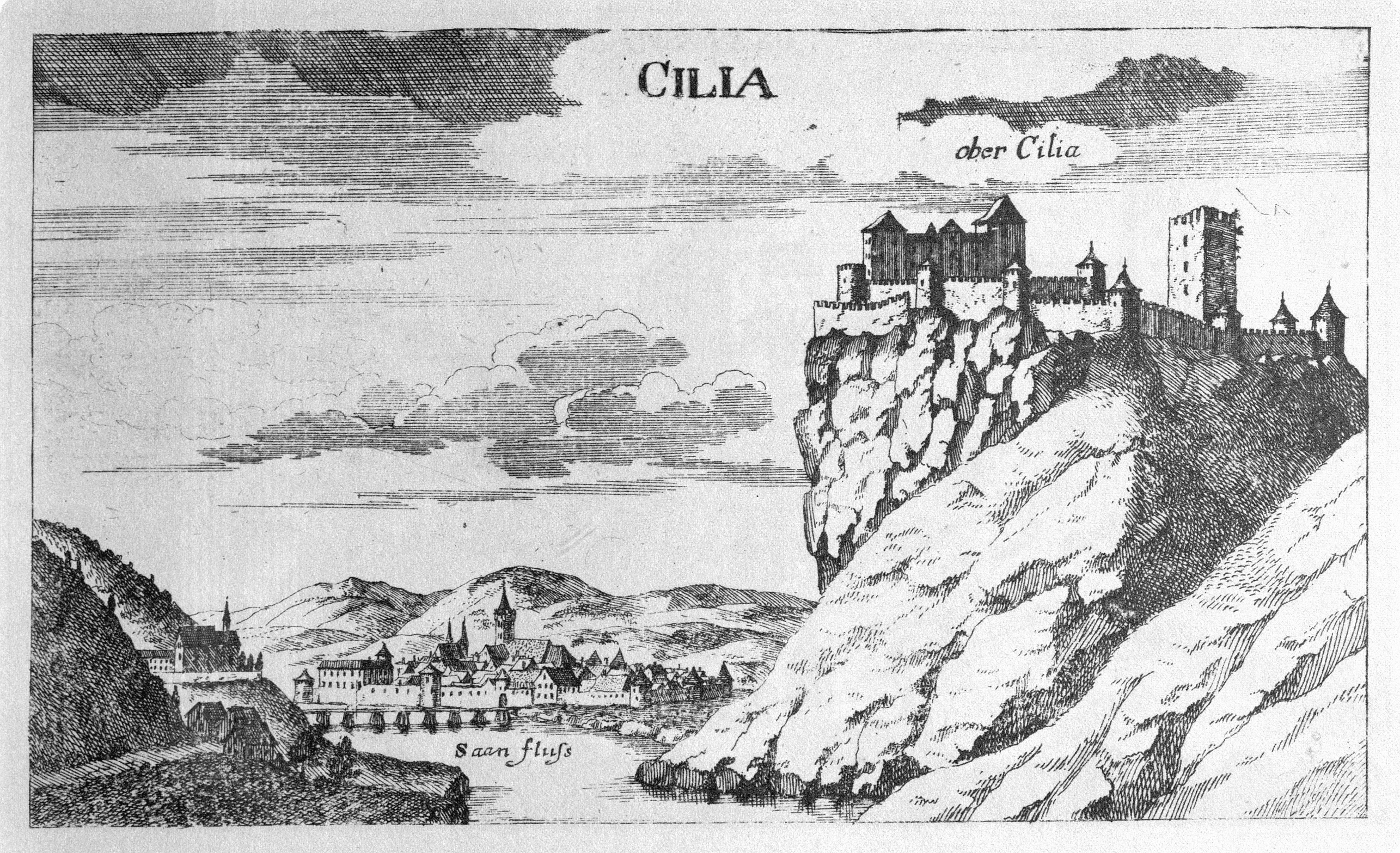
ゲオルク・マッテウス・フィッシャー画Topographia Ducatus Stiriae、1681年

19世紀から20世紀初頭の間に、スロベニア人とドイツ人が増加した。第一次世界大戦の結果、1918年にオーストリア＝ハンガリー帝国が崩壊すると、ツェリェはセルブ＝クロアート＝スロヴェーヌ王国に含まれた（のちにユーゴスラビア王国となる）。この時代、町は急速な工業化と人口の相当な成長を経験した。
1941年、ツェリェはナチス・ドイツに占領された。1941年4月16日にツェリェへゲシュタポがやってきて、3日後にはSS隊長ハインリヒ・ヒムラーが後に続いた。彼はStari piskerを検閲した。戦中、重要な通信ラインと軍事施設のあった市は連合国側の空爆を受けた。国立ホールは激しく損傷した。
市の戦争の犠牲はひどいものだった。近郊の町を含めた市は、戦前の人口20,000人であったところ、戦中に575人が死んだ（ほとんどが20代から30代）。さらに1500人以上がセルビアへ追放されるか、ドイツ第三帝国内へ連れ去られた。300人前後が抑留され、1,000人前後がツェリェ刑務所に投獄された。市民の行方不明者は無理強いでドイツ国防軍に動員された。およそ600人の盗まれた子供がゲルマン化のためにナチス・ドイツに連れ去られた。戦争と平和（Vojna in mir）というタイトルの記念碑は彫刻家ヤコブ・サヴィンシェクによってつくられ、第二次世界大戦時代を記念している。

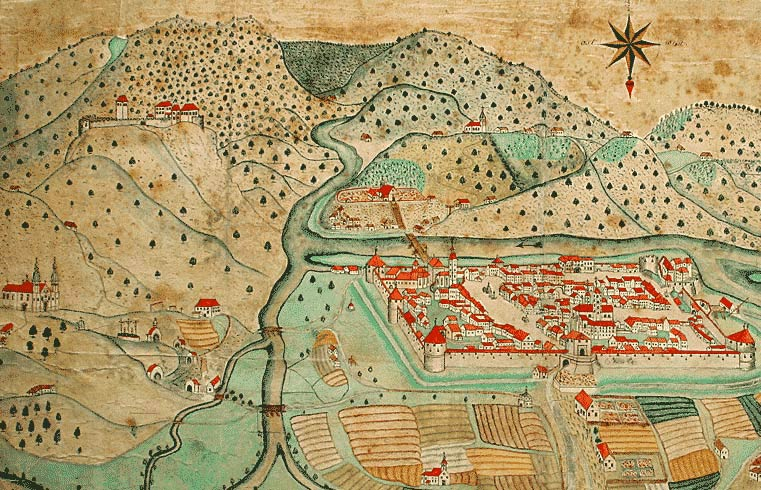
1750年頃の、南から眺めたツェリェ。左のヴォグライナ川がサヴィニャ川に注ぎ、サヴァ川に達する。サヴィニャ川の右は島が見える。現在、オトク島と呼ばれた場所は地区となった。otokとはスロベニア語で島を意味する

戦後、残っていたドイツ語話者はドイツ人追放でツェリェを追われた。新たな共産主義政府は、退却するドイツ軍がツェリェ周囲に掘った対戦車用塹壕の存在を、集団墓地に利用した。埋められたのはクロアチア人、セルビア人、スロベニア人のドイツ協力者たちで、同様に戦中のパルチザンまたは共産主義革命に反対した市民、ドイツ系市民、単に反共産主義者との疑いがかけられたか糾弾された人であった。目的は、どんな潜在的政治的反対勢力も物理的に排除することであった。敵と共謀したというもっともらしい理屈で、ユーゴスラビア人民軍は80,000人以上を処刑した。その多くはクロアチア人、ドイツ人、スロベニア人 - 何の司法手続きもなしにツェリェ一帯で捕虜となっていた人々であった。遺体はツェリェの集団墓地に隠して埋葬された。確かな人数は今も不明である。テハリェにあった強制収容所では、5000人ほどのスロベニア人、100人ほどは未成年であったが、彼らは戦後2ヶ月以内に、再び裁判なしに殺害された。さらに、避難列車がラン三角地帯からドイツ市民を乗せて、1945年8月5日にツェリェ近郊で停車した。乗客たちはテハリェの収容所へ送られた。1950年に収容所が廃止された後、地元当局は巨大な工業用ダムをブドウ畑の上に建て、毒性の排水の土手の下で殺害された証拠を隠した。1970年代半ば、犯罪が起きてからの30年間で、地元当局は幼稚園、学校、区画、ホール、その他を集団墓地の上に建てた。1991年、虐殺をかかわる事実を再び議論することが可能になると、スロベニア政府はテハリェの犠牲者の記念碑を建てることを決定した。
1991年、ツェリェは十日間戦争後に独立したスロベニアの一部となった。2006年4月7日、ツェリェはローマ教皇ベネディクト16世によってツェリェ司教座が新設された（マリボル大司教座の傘下となる）。

## 周辺
ツェリェ付近の平野ではホップの栽培が盛んである。また、すぐ南にあるサヴィニャ川沿いの町ラシュコはビール生産で有名である。

## 象徴

ツェリェ伯ウルリク2世の盾形紋章

ツェリェの紋章は、ツェリェ伯の紋章を基礎としている。
ツェリェの紋章は、第一次世界大戦後の1918年にすぐ国章に選ばれた。スロベニアがクロアチア、セルビアとセルブ＝クロアート＝スロヴェーヌ王国を形成したのと同時であった。1991年、同じ紋章がスロベニアの国章として完成された。

## 統計
| 年   | 人口  |
| ---- | ----- |
| 1439 | 1,000 |
| 1798 | 1,400 |
| 1820 | 1,635 |
| 1834 | 1,511 |
| 1840 | 1,793 |

| 年   | 人口   |
| ---- | ------ |
| 1900 | 6,743  |
| 1924 | 7,750  |
| 1940 | 20,000 |
| 2002 | 48,081 |
| 2007 | 45,826 |

## 出身の著名人
- ヤネス・ドルノウシェク - スロベニア第3代大統領
- ベイノ・ウードリック - バスケットボール選手
- リラ・プラップ - イラストレーター・絵本作家

## 姉妹都市
- ジンゲン、ドイツ
- グレーヴェンブローホ[5]、ドイツ
- スラヴォンスキ・ブロド、クロアチア
- ドボイ、ボスニア・ヘルツェゴビナ

## ギャラリー
- 南東部の水道塔
- ツェリェ城
- 聖ツェツィリヤ教会
- 聖ダニエル聖堂
- ツェリスキ・ドム